# Людина Гатаро
Людина Гатаро (яп. 漫☆画太郎, латиніз. Man Gatarou) — японський манґака.
Автор зберігає анонімність, тому достеменно встановити особистість не доводиться. Напроти наводяться розмаїття псевдонімів, як от: 漫☆画太郎, 漫$画太郎, 漫¥画太郎, 漫☠️餓太狼, 漫🍑画太郎, 漫♡画太郎, 画太郎, MAN☆GATARO, もろぼししんいち, TEN☆GA太郎, 漫F画太郎, SLAMP (スランプ?), まん○画太郎 (などもある?). Ексцентричний і «брудний» графічний стиль малювання зробили славу в Японії.

## Біографія
У 1990 році автор отримав премію GAG King, опублікувавши Ningen nante RARARA (人間 は ララра) в журналі Weekly Shonen Jump. Пізніше був виданий Chinyūki в журналі Shuukan Shounen Jump між 1991 і 1993 роками: захоплена версія Saiyūki, манга була адаптована в 4 анімаційних епізоди у 2009 році й фільмі у 2016.
У 2017 році автор розпочав Hoshi no Ojisama, адаптацію «Маленького принца», роблячи пародії на такі відомі ігри, як One Piece або Dragonball.

## Роботи
- 1991—1993 : Chinyūki (珍遊記, ちんゆうき)
- 1995 :
  - Manyuuki — Babaa to Awarenage Bokutachi (まんゆうき ~ばばあとあわれなげぼくたち~)
  - Kusoman (くそまん―サイテーの漫画短編集)
- 1996 : Hell Baseball Tournament (地獄甲子園, Jigoku Kōshien)
- 1997 : Doutoku Senshi Choujuu Giger (道徳戦士超獣ギーガー)
- 2000 :
  - Waratte Goran (わらってごらん)
  - Man Gatarou-sensei Arigatou (画太郎先生ありがとう いつもおもしろい漫画を描いてくれて…)
- 2001 : Jukai Shounen Zoo 1 (樹海少年ZOO1)
- 2002 :
  - Mankasu (まんカス)
  - Hade Hendricks Monogatari (ハデー・ヘンドリックス物語)
- 2003 :
  - Hell's Great Koushien (地獄大甲子園, Jigoku Daikoushien)
  - Tsuppari Momotarou (つっぱり桃太郎)
- 2005 : Busu no Hitomi ni Koishiteru (ブスの瞳に恋してる)
- 2007 : Yo nimo Kimyou no Man-gatarou (世にも奇妙な漫☆画太郎)
- 2009 :
  - Chinyuuki 2 (珍遊記2 夢の印税生活編)
  - Gatarou-sensei Da~isuki (画太郎先生だぁ~い好き)
- 2011 :
  - Crime and Punishment (MAN F Gatarou) (罪と罰 (漫☆画太郎), Tsumi to Batsu)
  - Mitokon (坑爹利亚, ミトコン)
  - Atrocity!!! Heartful Company (虐殺!!! ハートフルカンパニー, Gyakusatsu!!! Heartful Company)
- 2013 : Mitokon Perestroika (ミトコンペレストロイカ)
- 2017 : Le Petit Prince (Man☆Gatarou) (星の王子さま, Hoshi no Ouji-sama (Man☆Gatarou)),